# Augustinerstraße (Mainz)

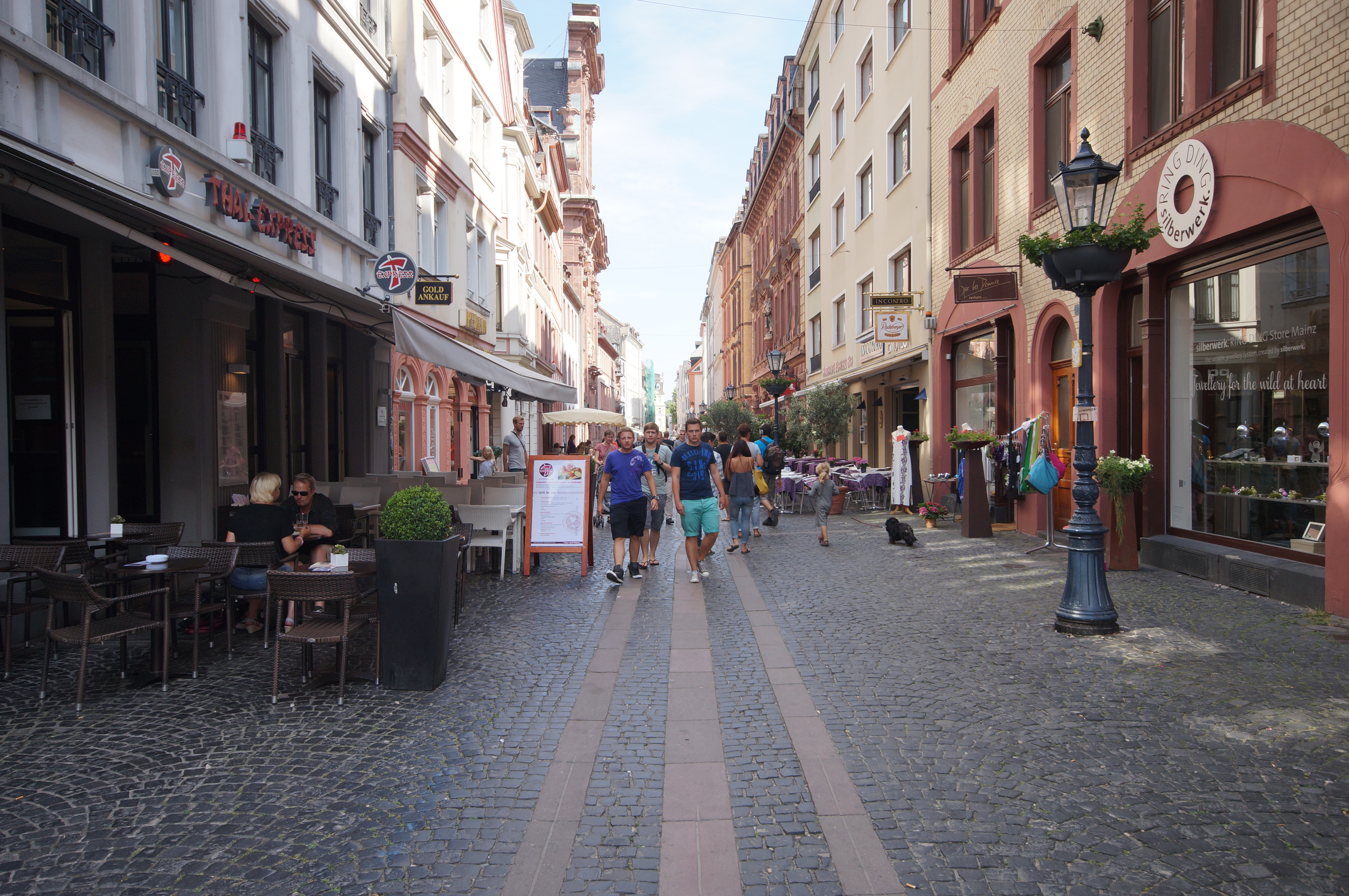
Die Augustinerstraße in Mainz-Altstadt

Die Augustinerstraße ist eine Innerortsstraße in Mainz-Altstadt. Die Straße erhielt ihren Namen aufgrund eines vom Augustinerorden in der Mainzer Altstadt errichteten Klosters. Die Augustinerstraße ist die Hauptstraße der südlichen Mainzer Innenstadt und eine der am häufigsten von Fußgängern frequentierten Straßen in Mainz. Der rund 270 Meter lange Straßenzug gilt heute als Denkmalzone.

## Geschichte

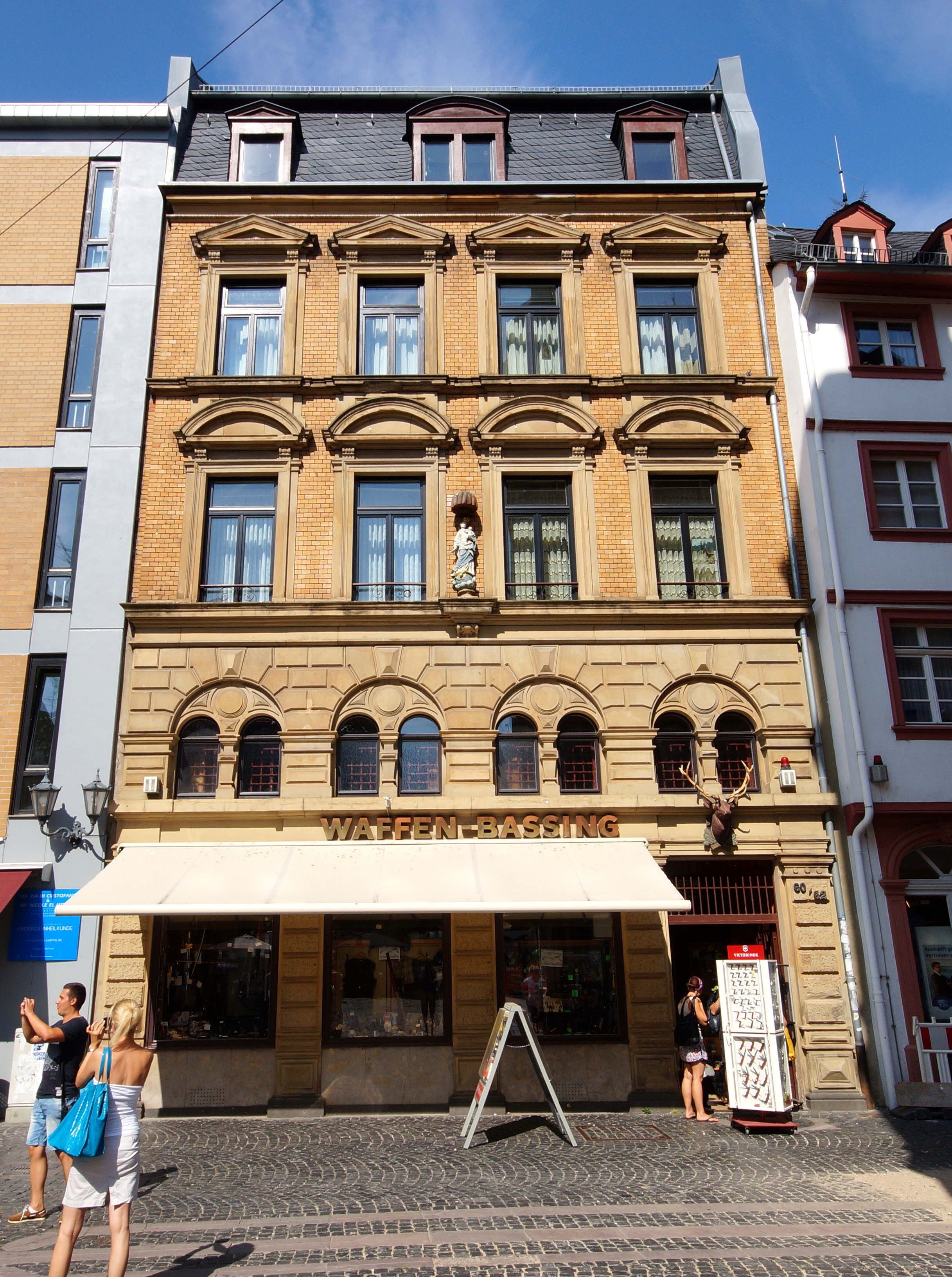
Das großzügige Doppelhaus Augustinerstraße 60/62: Es wurde 1883 errichtet und ist somit ein typischer Bau im jüngeren nördlichen Straßenteil

Die Augustinerstraße liegt innerhalb der römischen Stadtmauern. Im 13. Jahrhundert errichteten die Augustiner-Eremiten in der Mainzer Altstadt ein Kloster, wo sich heute die Augustinerstraße befindet. Die Geschichte des heute noch erhaltenen Teils der südlichen Augustinerstraße geht mindestens bis in das 16. Jahrhundert zurück. Der grobe Straßengrundriss des Straßenteils ist bis heute erhalten geblieben. Aus dem späten Mittelalter sind noch Relikte einiger Höfe von Bürgern der Oberschicht erhalten. Darüber hinaus wurden einige alte Mauerreste in noch heute vorhandenen Neubauten verwendet, zum Beispiel im Gebäude Augustinerstraße 26. Hier sind noch Reste des Hofs „Zum Großen Drachen“ integriert. Heute sind noch Steinpfostenfenster und Gewölbekeller vorhanden, die bereits im Schwedenplan von 1625/1626 verzeichnet waren. Im Dreißigjährigen Krieg wurden von 1618 bis 1648 zahlreiche Gebäude erheblich zerstört. Nach dem Dreißigjährigen Krieg wurden zahlreiche lange Flurstücke, auf denen schmale Fachwerkhäuser standen, zu größeren Flurstücken zusammengefasst. Auf einer Stadtaufnahme von 1657 wird die Augustinerstraße als „wuster hausplatz“ beschrieben. Bis zum 17. Jahrhundert war die Augustinerstraße die Hauptgeschäftsstraße von Mainz.
Von 1768 bis 1776 wurde das höchste, auffälligste und architektonisch bedeutendste Gebäude der Augustinerstraße errichtet: Die Augustinerkirche. Zu dieser Zeit wurde die Augustinerstraße hauptsächlich von Personen aus dem Handwerk und dem Handel bewohnt. Unter den Handwerkern waren vor allem Schneider und Schuhmacher vertreten. 1803 wurde das Kloster der Augustiner-Eremiten aufgehoben. Als Mitte des 19. Jahrhunderts die Kartäuserstraße angelegt wurde, bekam die Augustinerstraße eine neue Fluchtlinie und wurde dadurch verbreitert. Ab 1865 wurden auf der neuen westlichen Straßenseite neue Gebäude errichtet. Ein historischer Saalbau, der Frankfurter Hof, befindet sich in der Augustinerstraße 55. Es wurden vor allem großzügige repräsentative Bauwerke errichtet, die einen neuen Kontrast zu den bisherigen Gebäuden hervorriefen. Während des Zweiten Weltkriegs wurden die Augustinerstraße und ihre Bauwerke kaum beschädigt. Heute sind in der Augustinerstraße vor allem Restaurants, Cafés, Weinhäuser und Geschäfte vorhanden.

## Architektur

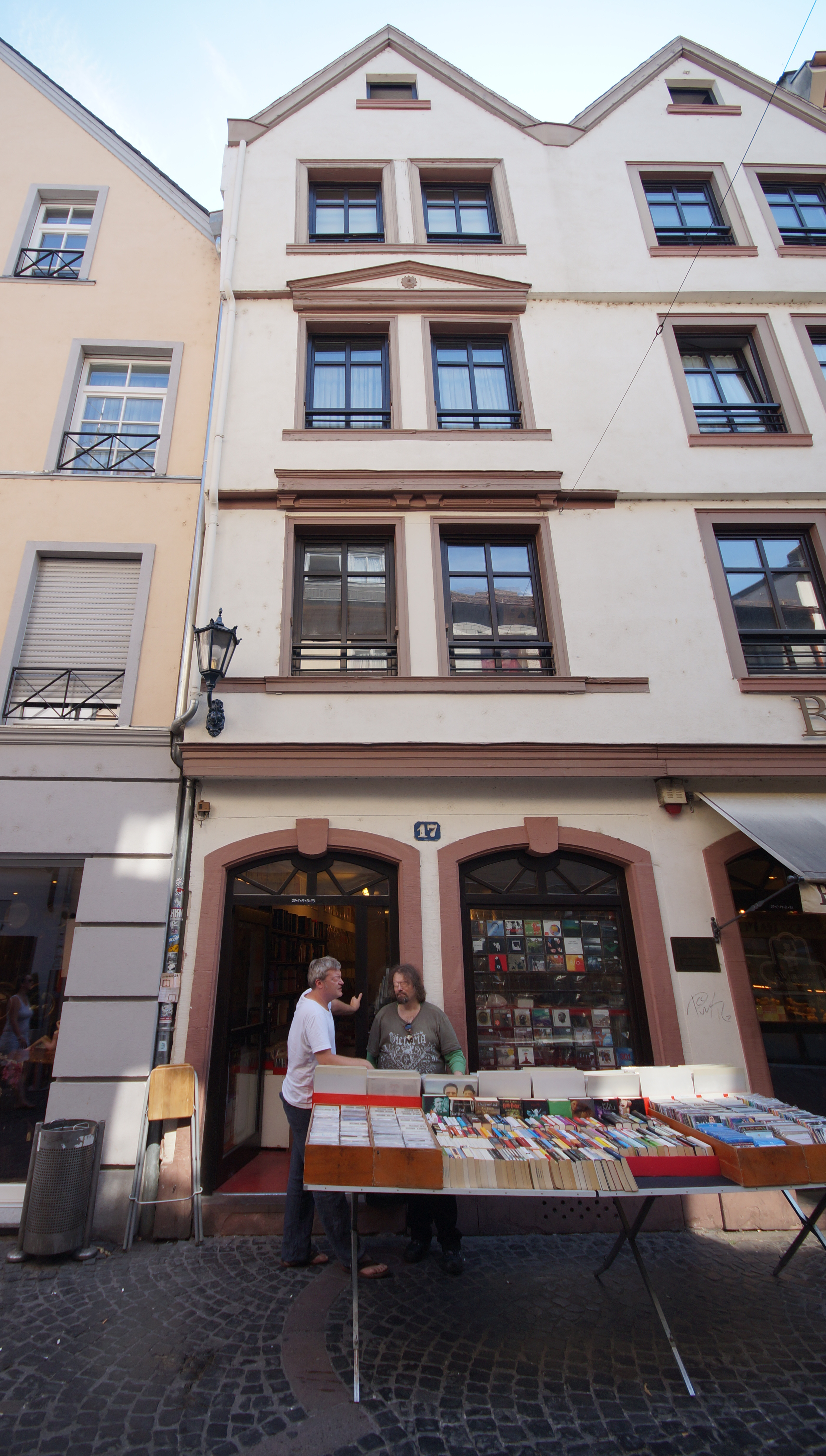
Fassade des Gebäudes Augustinerstraße 17: Ein typisches Zweifensterhaus. Die Zweifensterhäuser gelten als die ältesten Bauwerke in der Augustinerstraße

Die Augustinerstraße verbindet die Neutorstraße mit dem Leichhof. Sie nimmt ihren Anfang an der Einmündung der Holzstraße in den Graben. Der Straßenverlauf erstreckt sich von südöstlicher in nordwestliche Richtung auf einer Länge von etwa 220 Metern und verbreitert sich kontinuierlich von ihrem Anfang im Südosten von fünf auf etwa zehn Metern an ihrem Ende an ihrer Einmündung in die Leichhofstraße in Höhe der Grebenstraße auf der rechten und des Kirschgartens auf der linken Seite. Die Straße wurde seit dem Mittelalter mehrmals verbreitert und begradigt. Das markanteste Gebäude im älteren südlichen Straßenteil ist das Gebäude Augustinerstraße 23. Durch den fortwährenden Straßenausbau und das Errichten großer Geschäfte wurde die Augustinerstraße während der Gründerzeit zu einer der am häufigsten frequentierten Mainzer Geschäftsstraßen. Von dem Straßenausbau und dem regen Aufbruch in der Augustinerstraße zeugen heute noch zahlreiche Seitengassen, von denen einige Traufgassen sind. Einige von den Gassen führen heute zum Weintorstraßenviertel. Aufgrund der schon sehr langen Nutzung als Geschäftsstraße besitzt die Augustinerstraße heute viele Gebäude, die im Erdgeschoss Bögen aus rotem Sandstein haben. Einige Bögen aus dem 18. Jahrhundert sind als Arkaden heute noch in der Augustinerstraße und Leichhofstraße vorhanden. Im 19. Jahrhundert ließ man vom Bau von Bögen ab und gestaltete die Fassaden der Geschäfte im Erdgeschoss mit Gusseisen.
Heute erzeugen die Gebäude an der Augustinerstraße eine starke Abwechslung. Die meisten Häuser sind traufständig und haben drei Geschosse. Fast alle Bauwerke sind entweder Fachwerkhäuser mit Putz oder Gebäude mit Massivbau. Dazwischen gibt es unter anderem kleine schmale Gebäude mit zwei Achsen. Sie zählen zu den ältesten Häusern in der Straße. Des Weiteren haben sich auch einige alte Flurstücke erhalten. Das ist beispielsweise bei den schmalen zweiachsigen Fachwerkhäusern Augustinerstraße 11 und 17 der Fall. Beide wurden Ende des 17. Jahrhunderts/Anfang des 18. Jahrhunderts errichtet. Aufgrund des später erhöhten Platzbedürfnisses erhielten die Häuser später ein viertes Geschoss. Im 17. Jahrhundert bevorzugte man zunächst giebelständige Gebäude. Als die Platznot im 18. Jahrhundert zunahm, konzentrierte man sich auf den Bau von traufständigen Häusern.
Am südöstlichen Anfang befindet sich die Straßenzeile Augustinerstraße 10 bis 16. Alle Häuser der Straßenzeile wurden um 1687 als Mietshäuser errichtet und zählen somit zu den ältesten Gebäude in der Augustinerstraße. Die Bauten gehen auf die Initiative von Philipp Erwein von Schönborn zurück. Auf der gegenüberliegenden Straßenseite der alten Häuserzeile befindet sich das Bauwerk Augustinerstraße 21. Es stammt aus dem 18. Jahrhundert und ist traufständig. Es besitzt Gesims an der Fassade, das die Geschosse optisch voneinander trennt. Im Laufe der Zeit wurde das Bauwerk aufgestockt, so dass es heute vier Geschosse besitzt. Alle Geschosse haben unterschiedliche Geschosshöhen. Das Haus hat Putz an den Außenwänden.